# Niagara Rainbow
El Niagara Rainbow, conocido como Empire State Express antes de 1976, fue un servicio de tren de pasajeros estadounidense operado por Amtrak entre la ciudad de Nueva York y Detroit a través de Búfalo y el suroeste de Ontario en Canadá. El servicio funcionó entre el 31 de octubre de 1974 y el 31 de enero de 1979.

## Historia
Antes de la formación de Amtrak en 1971, Wolverine y Motor City Special de Penn Central habían servido en la ruta, pero Amtrak había truncado el Wolverine a Detroit y descontinuado el Motor City Special.
El Empire State Express, como se lo conocía entonces, hizo su primer viaje a Detroit el 31 de octubre de 1974. Antes de eso, era uno de los trenes del Corredor Empire, haciendo un recorrido diario entre la Grand Central Terminal de Nueva York y Búfalo. Los estados de Nueva York y Míchigan proporcionaron los fondos para ampliar el tren hasta Detroit. El Empire State Express, un tren diurno, no tenía capacidad para dormir, pero sí un vagón de equipajes y un restaurante. En Búfalo, los pasajeros podrían conectarse con un servicio de Penn Central/Toronto, Hamilton y Buffalo Railway/Canadian Pacific Railway a Toronto.

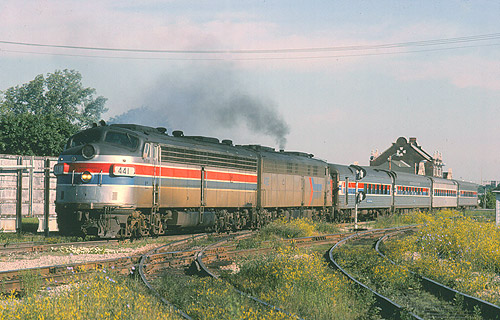
El Niagara Rainbow en Windsor, Ontario en 1978.

Amtrak cambió el nombre del tren a Niagara Rainbow el 25 de abril de 1976, aunque las propias Cataratas del Niágara continuaron contando con una conexión de autobús. En 1978, varios gobiernos estatales propusieron reemplazar el Niagara Rainbow y su contraparte Chicago-Cleveland-Nueva York, el Lake Shore Limited, por un solo tren. El servicio propuesto tendría secciones separadas a través de Detroit y Cleveland al oeste de Buffalo más secciones separadas de Boston y Nueva York al este de Albany. Ese plan no se implementó y los dos trenes permanecieron separados. En octubre de 1978, el Niagara Rainbow finalmente comenzó a detenerse en Niagara Falls. A diferencia del moderno Maple Leaf, que utiliza el puente Whirlpool Rapids para cruzar a Canadá, el Niagara Rainbow utilizó el puente Michigan Central Railway. Desde Canadá, la ruta viajó de norte a suroeste utilizando las vías del Canada Southern Railway con paradas en St. Thomas y Windsor, antes de cruzar la frontera nuevamente hacia Detroit.
Amtrak truncó el Niagara Rainbow hasta Niagara Falls el 31 de enero de 1979, después de que Michigan y Nueva York retiraran su apoyo. El Secretario de Transporte de los Estados Unidos, Brock Adams, propuso cambiar la ruta del Lake Shore Limited, que atravesaba Cleveland en el lado opuesto del lago Erie, sobre la ruta de Ontario, pero este plan no fue adoptado por el Congreso.
Amtrak también ofreció un servicio nocturno entre Nueva York y Toronto, también llamado Niagara Rainbow, desde junio de 1994 hasta el 10 de septiembre de 1995. Funcionó como una frecuencia adicional una vez por semana del Maple Leaf, saliendo de Nueva York el viernes por la noche y regresando el lunes por la mañana.
En marzo de 2019, Amtrak indicó interés en la "restauración" de un servicio Detroit-Toronto en su solicitud de financiación para el año fiscal 2020.